# Stuart Appleby
Stuart Appleby (* 1. Mai 1971 in Cohuna, Victoria, Australien) ist ein australischer Profigolfer.

## Werdegang
Der Sohn eines Milchbauern aus dem nördlichen, ländlichen Teil der australischen Provinz Victoria schlug als Kind seine Golfbälle auf den reichlich vorhandenen Kuhweiden. Er wurde 1992 Berufsgolfer und begann seine Laufbahn auf der australasiatischen Tour. 1995 gewann Appleby zweimal auf der nordamerikanischen Nike Tour, dem Vorläufer der Nationwide Tour, und qualifizierte sich damit für die PGA TOUR. Er startete durch und belegte im ersten Jahr schon Platz 5 der Geldrangliste.
Am 1. August 2010 erzielte Appleby bei der Greenbrier Classic auf seiner Schlussrunde ein Score von 59 Schlägen und gewann das Turnier. Er war damit erst der fünfte Spieler, dem dieses Rekordergebnis auf der PGA Tour gelang.
Stuart Appleby holte sich bislang neun Turniersiege auf der PGA TOUR, war Mitglied des Internationalen Teams im Presidents Cup in allen Begegnungen seit 1998 und liegt beständig unter den besten 50 der Weltrangliste.
Seine erste Frau, Renay, kam 1998 bei einem tragischen Verkehrsunfall in London ums Leben, kurz nachdem Appleby bei der Open Championship ausgeschieden war. 2003 heiratete er seine aus Ohio stammende Freundin Ashley Saleet. Sie gebar im Januar 2005 ein Mädchen. Die Familie hat ihren Wohnsitz in Orlando, Florida.

## PGA-Tour-Siege
- 1997 Honda Classic
- 1998 Kemper Open
- 1999 Shell Houston Open
- 2003 Las Vegas Invitational
- 2004 Mercedes Championships
- 2005 Mercedes Championships
- 2006 Mercedes Championships, Shell Houston Open
- 2010 Greenbrier Classic

## Andere Turniersiege
- 1995 Nike Monterrey Open (Nike Tour), Nike Sonoma County Open (Nike Tour)
- 1998 Coolum Classic (PGA Tour of Australasia)
- 1999 CVS Charity Classic (mit Jeff Sluman, USA)
- 2001 Australian Open (PGA Tour of Australasia)
- 2010 JBWere Masters (PGA Tour of Australasia)

## Teilnahmen an Teambewerben
- Presidents Cup (im Internationalen Team): 1998 (Sieger), 2000, 2003 (remis), 2005, 2007
- Alfred Dunhill Cup (für Australien): 1997, 1998, 1999
- World Cup (für Australien): 2003, 2009